# Повреждения HMS Tiger (1913)
Список боевых повреждений линейного крейсера «Тайгер» за годы службы.

## 24 января 1915 года. Сражение у Доггер-банки
В бою у Доггер-банки «Тайгер» получил шесть попаданий, пришедшихся в него после того как он возглавил колонну британских кораблей. Потери экипажа при этом составили 9 матросов убитыми и 11 ранеными.
Первое попадание пришлось в «Тайгер», когда он обгонял «Лайон». 305-мм снаряд с «Дерфлингера» разорвался без особых последствий на 229-мм главном броневом поясе.
Второй 280-мм снаряд с дистанции порядка 86 кабельтовых (15 900 м) попал в стык броневых плит на крыше башни «Q». Сам снаряд разорвался на крыше и большая его часть ушла за борт. Но часть его осколков и брони проникли в башню. Были повреждены левое орудие и механизм горизонтальной наводки, из-за чего башня вышла из строя.
Третий снаряд попал в телефонный коммутатор под передней боевой рубкой. Снаряд разорвался в 2,7 м от места попадания в помещении сигнального поста. Были нанесены повреждения лёгким конструкциям и нарушилась связь между сигнальным постом и главной боевой рубкой. Из-за того что большая часть дверей в боевую рубку и пост управления артиллерией ГК и 152-мм орудий были открыты, осколками были ранены находившиеся в этих помещениях.
Четвёртый снаряд попал в 38-мм палубу полубака на миделе и повредил часть надстроек.
Пятый снаряд не причинил повреждений, так как попал в 229-мм пояс ниже ватерлинии.
Шестой снаряд попал в пояс в носовой оконечности. Повреждения не известны.
Также 210-мм снаряд с «Блюхера» пробил на вылет кормовую дымовую трубу.

## 30 мая — 1 июня 1916 года. Ютландское сражение
В Ютландском сражении «Тайгер» получил 15 попаданий снарядами крупного калибра и 3 среднего. В первой фазе сражения он получил 14 попаданий снарядами калибра 280 мм.
В 15:54 два снаряда с «Мольтке» с дистанции порядка 12 300 м (66 кабельтовых) угодили в башни «Q» и «X» выведя их временно из строя. Попадание в башню «Q» пришлось в 82-мм крышу, снаряд упал под углом в 22 в район центрального смотрового колпака. Он разорвался при попадании и основная часть осколков ушла рикошетом дальше. Центральный смотровой колпак снесло, а боковые частично сорваны с креплений. Правая передняя часть плиты крыши была загнута вверх на 50 мм и большинство её креплений лопнуло при ударе. В крыше образовалась пробоина размерами 0,99 × 1,42 м, в центральном поворотном столе отверстие размерами 229 × 76 мм. Прошедшие в башню осколки ранили 5 и убили 3 человек (по воспоминаниям артофицера, третий — командир башни, умер не сразу, а на следующий день). Башенный дальномер, центральный и правый прицелы были выведены из строя. Также выведена из строя позиция горизонтального наводчика. У левого прицела была сбита настройка, все линии связи перебиты. Воздушный клапан в системе отката левого орудия был сбит, что привело к потере жидкости при откате орудия. Лотки подачи боеприпаса обоих орудий заклинило. Правда левый удалось привести в действие, выбив ось пламянепроницаемой заслонки на подачной линии кордита. В течение всего боя к правому орудию подача боезапаса могло осуществляться только по системе подачи левого орудия. Оба орудия вскоре были приведены в действие. Так как принимающие приборы с КДП уцелели, вертикальное и горизонтальное наведение осуществлялось по его данным. Сама стрельба осуществлялась на слух, когда раздавался залп из носовых орудий.
Пороховые газы стали проблемой, так как воздушный компрессор из-за попадания № 9 вышел из строя. Поэтому в течение боя башня «Q» сделала только 32 выстрела, по сравнению с 109 у башни «B».
Попадание в башню «X» пришлось в 229-мм барбет в месте его соединения с 76 мм нижним барбетом и 25 мм верхней палубой. Был выбит кусок 229-мм брони размерами 680 × 400 мм, пробита верхняя палуба, 76-мм плита барбета надщербнута на глубину порядка 76 мм, также выбито порядка 76 мм верхнего угла 102-мм плиты(ниже верхней палубы идет переход толщины барбета с 102 мм сбоку на 76 мм плиты спереди и сзади барбета. Попадание по всей видимости пришлось в стык этих плит.). Снаряд прошёл в вращающуюся структуру башни примерно на 0,9 м ниже лобовой плиты башни, но не разорвался должным образом. Взрыватель сработал, но его выбило из снаряда и неразорвавшееся тело снаряда осталось лежать на полу перегрузочного отделения между орудиями, вместе с куском выбитой брони. Центральный наводчик был убит при ударе о крышу башни, но других жертв не было. Респираторы помогли избежать отравления пороховыми газами. Центральный вал маховика горизонтального наведения был смят, заклинило одну из пламянепроницаемых заслонок, на левом орудии компрессионный клапан дал течь, что привело к затеканию воды в перегрузочное отделение, линия передачи данных по углу возвышения орудий и проведения выстрела с КДП была перерезана. Через 7 минут орудия могли стрелять, но вертикальное наведение и выстрел из орудий производились индивидуально. За время боя башня «Х» сделала 75 выстрелов, но часть из них очевидно были со слишком большим разлётом. В 18:11 выяснилось что угол горизонтального наведения на 19° отличается от задаваемого с КДП, поэтому пришлось менять настройку.
В результате этих двух попаданий «Тайгер» в лучшем случае можно было считать трёхбашенным кораблем.
Кроме этих двух в «Тайгер» попали ещё двенадцать 280-мм снарядов. Попадание № 3 с «Зейдлица», все остальные с «Мольтке». С носа в корму это были следующие попадания:
- № 1. Попадание в палубу полубака в 3 м от борта и 32,6 м от форштевня, в районе 16:05. Снаряд шел со стороны кормы, под углом около 50° к диаметральной плоскости и разорвался в 6,7 м от места попадания. Тяжёлые повреждения были нанесены корпусным конструкциям и разрушена пожарная магистраль. Часть осколков пробила 6,3 мм верхней палубы и 11 мм верхней боковины цепного ящика с правого борта, в 9 м от места разрыва снаряда. Небольшой осколок пробил 25-мм главную палубу.
- № 2. Приблизительно 15:50—15:51. Снаряд попал в якорный шпиль правого борта в 2,4 м от попадания № 1, под углом порядка 60° к траверзу. Барабан был разрушен. Снаряд прошёл сквозь 12,7-мм палубу полубака и разорвался в 2,4 м от места падения в лазарете. Тяжёлые повреждения были нанесены лёгким конструкциям и множественные выходные отверстия образовались в обшивке правого борта. В верхней 25,4-мм палубе образовалась пробоина размерами 1,5 × 1,22 м, главная палуба толщиной 9,5 мм пробита не была[3].
- № 3. 16:35. Снаряд прошёл сквозь 11-мм обшивку борта между верхней и палубой полубака, приблизительно в 3,3 м в корму от попадания № 2. Снаряд пришёл с кормового сектора под углом порядка в 25° от траверза и разорвался в 5,2 м от места попадания над 25,4-мм верхней палубой. Осколками была пробита верхняя палуба на участке 900 × 760 мм. Главная палуба пробита не была. Лёгким конструкциям был нанесён значительный ущерб[3].
- № 4. 15:53. Снаряд прошёл сквозь 11-мм бортовую обшивку между верхней и палубой полубака, под небольшим углом от траверза и попал в 203-мм барбет башни «А» приблизительно в 460 мм над верхней 25,4-мм палубой, рядом с вертикальной линией соединения броневых плит. В броне образовалась раковина глубиной 63 мм и концентрическими трещинами, опускающимися на 152 мм к нижнему краю плиты, где она стыковалась с нижним 102-мм слоем плит барбета. Подробности повреждения верхней палубы не известны, но вращающаяся часть башни не пострадала. Перегрузочное отделение башни заполнилось дымом и газообразными продуктами взрыва[3].
- № 5. Снаряд, прилетевший со стороны кормы несколькими минутами позже попадания № 4. Попадание в 127-мм пояс на уровне главной палубы в 1,2 м позади барбета башни «А». В поясе образовалась пробоина 4,1 × 3,7 м. Снаряд взорвался в 1,2 м от места попадания. В результате взрыва в главной 19-мм палубе образовалась дыра размерами 3 × 1,2 м. Была разрушена кладовая главного кочегара на главной палубе и склад муки на нижней палубе[3].
- № 6. Примерно в то же время, что и попадание № 5. Попадание в 127-мм пояс на уровне боевой рубки. Снаряд, шедший, по всей видимости, немного в корму от траверза, срикошетил, оставив раковину на броне[3].
- № 7. В районе 16:20. Снаряд прошил среднюю трубу насквозь. Снаряд, возможно, после рикошета, шёл с направления 17° в нос от траверза[4].
- № 8. 15:51. Снаряд пришёл с носового направления, 50° от траверза. Снаряд попал в шлюпочную палубу ближе к правому борту между 2 и 3 дымовыми трубами. При прохождении снаряда образовалась пробоина 2,3 × 1/0,7 м в шлюпочной палубе и выходное отверстие 2,3 × 2,4—1,2 м в стенке надстройки между шлюпочной и верхней палубой. Снаряд разорвался в 4,9 м от места попадания над палубой полубака. Тиковый настил толщиной 76 мм снесло, а палуба толщиной 38 мм хоть и прогнулась, но не была пробита[4].
- № 9. 15:55. Попадание в 152-мм верхний пояс чуть ниже верхней палубы, в 0,6 м от заднего края барбета башни «Q». Угол падения по отношению к нормали был порядка 5—10°. Снаряд пробил отверстие диаметром около 305 мм, загнув выбитый кусок брони к краю плиты. Снаряд на своём пути прошёл сквозь 19-мм переборку и взорвался в 6,7 м от места попадания, в 2,4 м от кормового подъемника 152-мм зарядов. Загорелись два полузаряда, находившиеся в этот момент в верхней части подъёмника. Но пламя не прошло вниз в погреба. Небольшие повреждения были нанесены лёгким конструкциям, находившимся на пути снаряда и вокруг места взрыва. Множество осколков пробили 19-мм главную палубу. Основная часть снаряда прошла сквозь 25,4-мм броневую палубу, сделав пробоину 270 × 230 мм, и пробила 19-мм стенку канала главного паропровода[4], не повредив его[прим. 2]. Ещё один осколок прошёл сквозь главную палубу, 19-мм переборку и 25,4-мм броневую палубу. Также мелкие осколки пробили пожарную магистраль. Потери составили 12 погибших и несколько раненых и отравившихся газами. Кормовой 152-мм зарядный погреб был затоплен. А из него через вентиляционные отверстия вода попала и в зарядный погреб правого борта башни «Q». После полного затопления этого погреба вода сквозь вентиляционные отверстия начала поступать в 152-мм снарядный погреб и снарядный погреб башни «Q»[5].
- № 10. Между 16:20 и 16:30. Снаряд попал в 152-мм пояс в 9,1 м в корму от попадания № 9. Броневая плита была вдавлена на 76 мм[6].
- № 11. Между 16:20 и 16:30. Попадание в 229-мм пояс в районе окончания переднего машинного отделения. Плита была вдавлена на 100 мм с небольшим прогибом борта за броней[6].
- № 12. Ориентировочно время попадания — первые 10 минут боя. Снаряд рикошетом от воды попал в 102-мм пояс в 11 м от кормового среза. На участке 1,5 × 0,6 м броня была вдавлена на 150 мм с прогибом поддерживающих её конструкций. Прилегающий отсек длиной 5,5 м был затоплен выше броневой палубы[6].

Во второй фазе боя, во время «бега на север» в «Тайгер» попал только один снаряд. Это был 280-мм снаряд с «Зейдлица» в 16:58. Снаряд рикошетом от воды прошил кормовую дымовую трубу близко к её верху. Также после 27 выстрелов вышло из строя правое орудия в башне «А». Сломался клапан и толкатель в цилиндре накатника. Его попытались отремонтировать, но до конца боя починить поломку не успели..
В пояс «Тайгера» без существенных повреждений также попало три 150-мм снаряда. Два из них по левому борту и один по правому. Всего за время боя из экипажа крейсера было убито 24 и ранено 46 человек.